# Старожилово
Старожи́лово — посёлок городского типа, административный центр Старожиловского района Рязанской области России. Расположен на реке Истья (приток Оки) в 51 км к югу от областного центра. Население — 4935 чел. (2023).
Железнодорожная станция на линии Рязань — Ряжск. С областным центром связан также междугородним автобусным маршрутом.

## Этимология
По одной из версий, название имеет антропонимическое происхождение — по фамилии прежних владельцев. В писцовых книгах 1628—1629 гг. среди помещиков других селений того же стана упоминаются Фектист Иванов сын Старожилов и Ивашко Сторожилов. По другой версии, наименование отражало то, что крестьяне данного населённого пункта были старожилами этих мест.

## История
Населённый пункт впервые упоминается в платежных книгах Каменского стана 1594—1597 гг.: «За Олексеем за Ондреевым сыном Вяземского — 2 жеребья сц. Старожилова на речке на Исье».
По данным окладных книг за 1676 год в селе было более 100 дворов.
Усадьба основана в первой трети XVII века княжной М. В. Волконской, в последней четверти столетия принадлежала боярину М. И. Морозову (ум. после 1681), с первой женой П. А. Морозовой.
В 1683 году село жаловано вотчинной грамотой комнатному стольнику царя Фёдора Алексеевича, Василию Фокичу Грушецкому (двоюродному брату жены царя, царицы Агафьи Грушецкой). Затем имение переходит его сыну подполковнику Кирасирного полка В. М. Грушецкому, потом племяннику последнего действительному тайному советнику и сенатору В. В. Грушецкому (1713—1813), женатому на княжне Е. В. Долгорукой (1744—1811). Далее их дочери П. В. Грушецкой вышедшей замуж за тайного советника и сенатора И. М. Муравьева-Апостолова (1762—1851).
В 1716 году по указу Петра I купцы Томилин и Рюмин основали близ Старожилова чугунолитейный и железоделательный завод (достиг наибольшего расцвета в XIX веке).
В начале XIX века Старожилово принадлежало сенатору и действительному тайному советнику Владимиру Сергеевичу Грушецкому. За Владимиром Сергеевичем в селе Старожилове тогдашнего Пронского уезда состояло 332 мужских и 330 женских душ.
В середине — второй половине XIX века имение принадлежит О. А. Жеребцовой (1807—1880), бывшей замужем за членом Государственного Совета, генералом от кавалерии князем А. Ф. Орловым (1786—1861).
В первой половине XIX века Старожилово принадлежало княгине Орловой, самой крупной землевладелице округи. В 60-е годы XIX века вблизи села прошли пути Рязанско-Козловской железной дороги. Одному из концессионеров строительства, предпринимателю П. Г. фон Дервизу понравились здешние места, и он приобрёл у Орловой более 3000 десятин земли. Позднее младший сын концессионера, Павел Павлович фон Дервиз (1870—1943) развернул строительство крупного конного завода. Проектирование архитектурной части комплекса и усадьбы владельца исследователи часто склонны приписывать Ф. О. Шехтелю. П. П. фон Дервиз служил в кавалерии, военная служба в которой упрочила его любовь к лошади и ему хотелось поработать на поприще верхового коннозаводства. В 1893 году его желание осуществилось, когда посредством управляющего имениями землевладельца Задонского уезда Г. Ф. Грушецкого (агроном Задонского уезда, сын полковника, кавалера орд. Св. Георгия, Ф. А. Грушецкого) были куплены: чистокровный жеребец завода Л. Ф. Грабовского, белый араб завода кн. Сангушко, золотисто-рыжий араб завода К. К. Браницкого, 23 кровные арабские матки в заводе кн. Сангушко, 8 арабских кобыл в заводе графа И. А. Потоцкого и 18 орлово-ростопчинских маток завода Шуриновых. В 1898 году, после выхода в отставку, П. П. фон Дервиз стал развивать огромный хозяйственный комплекс с центром в селе Соха, где конный двор был значительно скромнее — не более, чем на 30 лошадей. Полновластным хозяином Старожилова он стал в 1903 году после смерти матери.
Статус посёлка городского типа — с 1967 года.

## Население
| 1859  | 1897  | 1906  | 1926  | 1939  | 1959  | 1970  | 1979  | 1989  |
| ----- | ----- | ----- | ----- | ----- | ----- | ----- | ----- | ----- |
| 1085  | ↗1771 | ↗1849 | ↘1809 | ↗2434 | ↘1349 | ↗4027 | ↗4802 | ↗5337 |
| 2002  | 2009  | 2010  | 2012  | 2013  | 2014  | 2015  | 2016  | 2017  |
| ↘5279 | ↗5379 | ↘5088 | ↗5099 | ↗5150 | ↘5146 | ↗5150 | ↗5160 | ↘5121 |
| 2018  | 2019  | 2020  | 2021  | 2023  |       |       |       |       |
| ↘5072 | ↘5009 | ↘4977 | ↘4955 | ↘4935 |       |       |       |       |

Национальный состав
По итогам переписи населения 2020 года проживали следующие национальности (национальности менее 0,1 % и другое, см. в сноске к строке «Другие»):
| Национальность | Численность, чел. | Доля     |
| -------------- | ----------------- | -------- |
| Русские        | 4469              | 90,19 %  |
| Армяне         | 37                | 0,75 %   |
| Украинцы       | 12                | 0,24 %   |
| Лезгины        | 12                | 0,24 %   |
| Азербайджанцы  | 10                | 0,20 %   |
| Другие         | 415               | 8,38 %   |
| Итого          | 4955              | 100,00 % |

## Экономика
Основные предприятия посёлка: конный завод (работает в области племенного коневодства и молочного скотоводства), молочный комбинат. Вблизи, в селе Истье — машиностроительный завод (выпускает машины для текущего содержания железнодорожных путей). Также на окраине поселка ведется реконструкция птицефабрики для выращивания индейки.

## Культура
Среди учреждений культуры посёлка — дом детского творчества, музыкальная школа, профессиональный агролицей. Работает районная больница.

## Достопримечательности

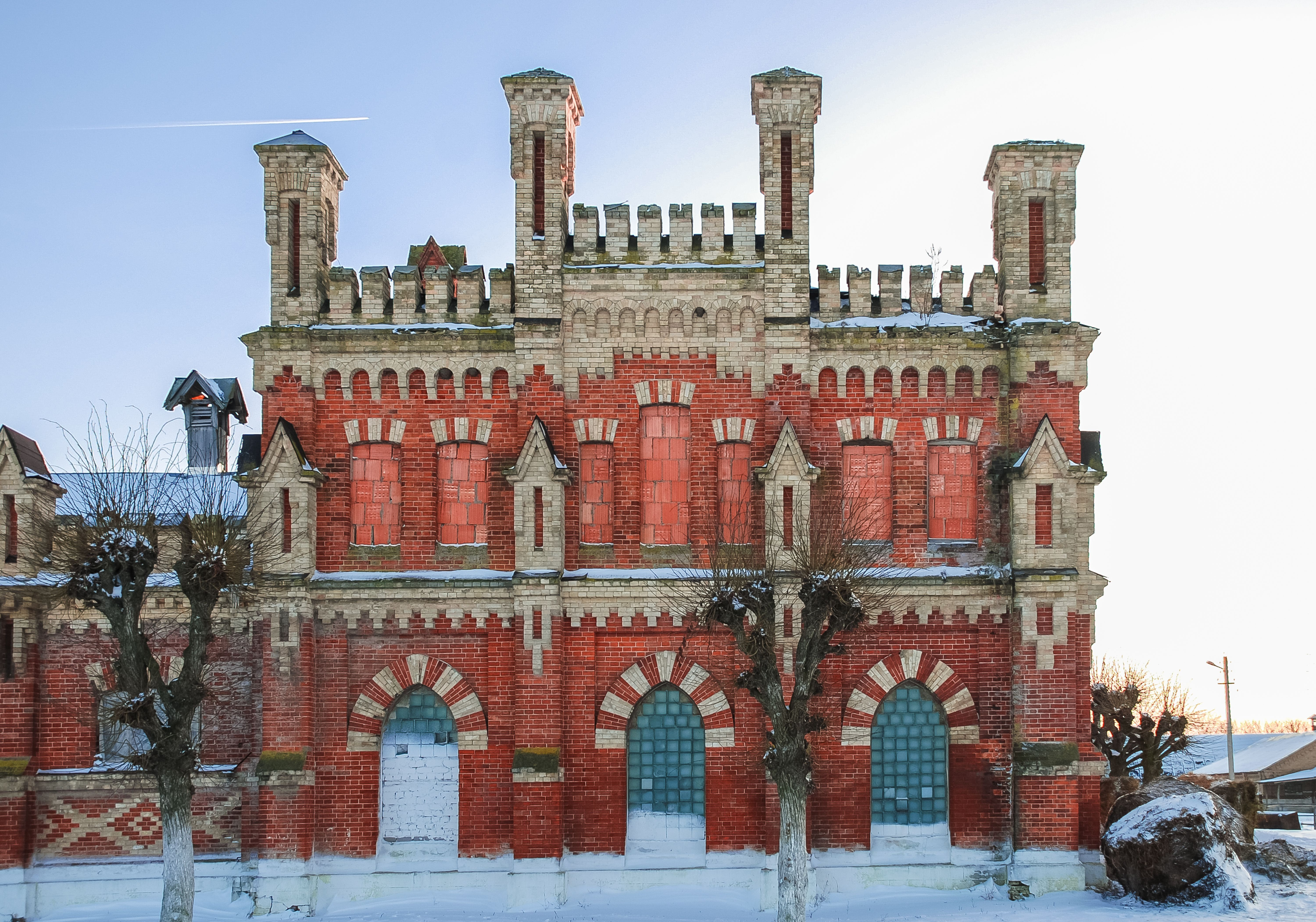
Конный завод в Старожилово

Сохранился комплекс сооружений конного завода (в том числе манеж, построенный в 90-х годах XIX века в неоготическом стиле, усадебный дом, находящийся в руинированном состоянии, хозяйственное здание с башней и др.). Архитектор комплекса — Фёдор Шехтель.

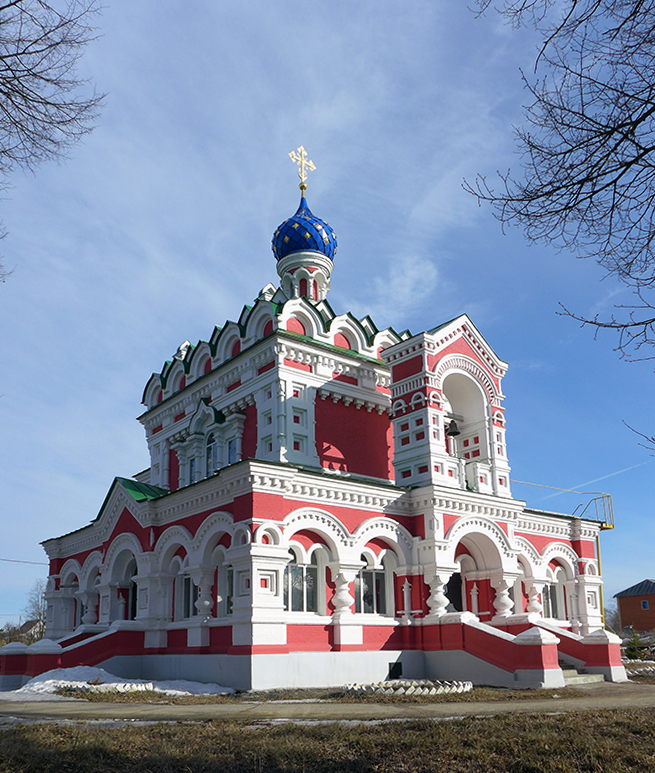
Церковь Петра и Павла

В посёлке восстановлена церковь Петра и Павла (1892 год, построена в русском стиле по проекту архитектора Александра Красовского).
В центре посёлка Старожилова была ещё одна церковь — Никольская, построенная в 1674 году. В 1714 году Анной Васильевной Грушецкой, женой комнатного стольника Михаила Фокича Грушецкого, вместо деревянной Никольской была построена каменная трёхпрестольная Казанская церковь с двумя приделами Николая Чудотворца и Иоакима и Анны. Храм был разрушен в 1930-е годы.
В 2 км к западу посёлка, в деревне Брусня, расположен Успенский храм 1835 года постройки.

## Известные люди
- В Старожилове в феврале 1920 года были организованы курсы кавалеристов Красной Армии. В числе курсантов здесь проходил обучение молодой Г. К. Жуков, будущий советский полководец.
- В посёлке, близ спроектированной им церкви, в 1918 году дочерьми был тайно похоронен известный русский архитектор А. Ф. Красовский, автор проекта дома № 28 на Английской набережной в Санкт-Петербурге (ныне Дворец бракосочетаний)[34] и других[35]. Место расположения могилы неизвестно.[32]
- Василий Васильевич Курбатов (31 августа 1926 года, с. Старожилово Рязанской губернии — 8 апреля 2016 года, г. Королёв Московской области) — генерал-майор ракетных войск стратегического назначения. Почётный гражданин города Королёва.